# Nina Companeez

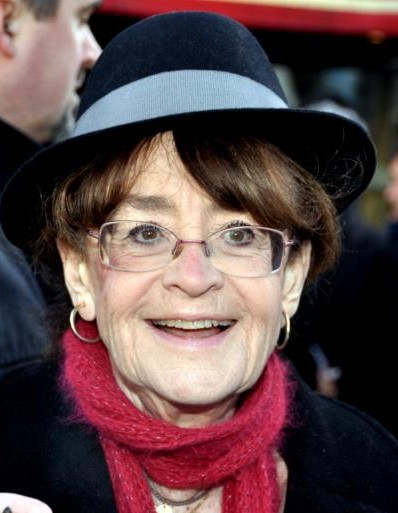
Nina Companeez en 2013.

Nina Companeez (Boulogne-Billancourt, 26 de agosto de 1937 - París, 9 de abril de 2015) fue una guionista y directora de cine de Francia. Escribió 29 películas para cine y televisión desde 1961.

## Filmografía
- Tonight or Never (1961)
- Zärtliche Haie (1967)
- Benjamin (1968)
- Raphael, or The Debauched One (1971)
- Faustine et le bel été (1972)
- L'histoire très bonne et très joyeuse de Colinot trousse-chemise (1973)
- The Horseman on the Roof (1995)